# Jocelyne Binet
Jocelyne Binet (* 27. September 1923 in East Angus bei Sherbrooke, Québec; † 13. Januar 1968 in Québec) war eine kanadische Komponistin, Pianistin und Musikpädagogin.

## Leben
Binet studierte an der École Vincent-d’Indy Komposition und Musiktheorie bei Claude Champagne und Klavier bei Jean Dansereau und Jean-Marie Beaudet. 1948 ging sie ans Conservatoire de Paris, wo Tony Aubin, Noël Gallon und Olivier Messiaen ihre Lehrer waren.
1951 kehrte sie nach Kanada zurück, wo sie bis 1957 an der École Vincent-d’Indy lehrte. Daneben unterrichtete sie von 1952 bis 1961 bei den Sommercamps der Jeunesses musicales du Canada (JMC), von 1957 bis 1959 am Conservatoire de musique du Québec und von 1957 bis 1968 an der Universität Laval. Ihre bekanntesten Schüler waren Serge Garant, Gilles Tremblay und Monique Vachon.
Neben vier großen Orchesterstücken komponierte Binet kammermusikalische Werke, Vokalmusik und Lieder. 1946 erhielt sie den Kompositionspreis der Composers, Authors and Publishers Association of Canada (CAPAC).

## Werke
- Trio für Violine, Cello und Klavier, 1945
- Petite Suite vocale nach Jean-Henri Fabre, 1945
- Suite für Flöte, Klavier und Streicher, 1946
- Nocturne, 1946
- Evocation für Orchester (1948)
- Danse für Orchester (1949)
- Canadien à Paris für Orchester (1951)
- L’Amour endormi für Sopran und Orchester (undatiert)
- Cycle de mélodies (sieben Gedichte von Paul Éluard, 1955)